# Fossato (Cantagallo)
Fossato è una frazione del comune di Cantagallo della provincia di Prato in Toscana. Provenendo da Pistoia lo si nota dalla strada provinciale su un costone di monte sopra Lentula. Fossato confina con la provincia di Pistoia (comune di Sambuca Pistoiese) e con la provincia di Bologna (comune di Camugnano).

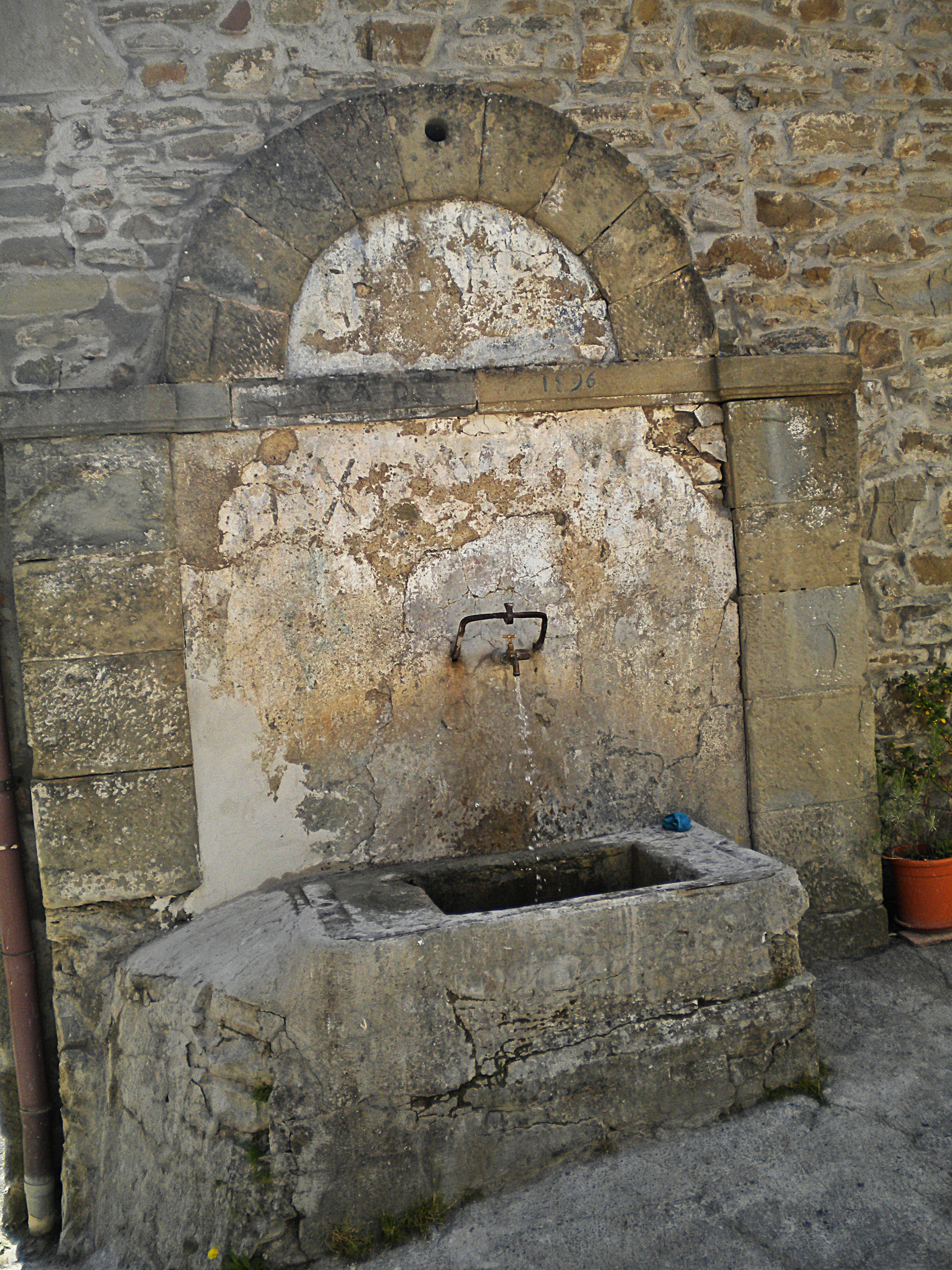
Una delle 7 fontane di Fossato

Fossato si trova sull'Appennino tosco-emiliano, a 747 metri di altezza sul livello del mare. Nell'inverno 2012 la strada di accesso al paese è stata ostruita da una frana, rimossa nell'estate del 2013.

## Monumenti e luoghi d'interesse
Sono presenti nel borgo due edifici religiosi, la chiesa principale dedicata a san Lorenzo e un oratorio dedicato a san Rocco.
La chiesa di San Lorenzo fu edificata su un terreno di proprietà del Monastero di Fontana a Taona e ampliata intorno al 1580, all’interno è presente un crocifisso della rinomata produzione del rinascimento toscano di crocifissi dei “legnaioli” fiorentini che contò tra i suoi protagonisti le botteghe dei Da Maiano e dei Del Tasso menzionate nelle Vite del Vasari, visitabile esclusivamente durante la celebrazione della SS. Messa.
Al centro del borgo, nel luogo chiamato Calastrino, troviamo l’oratorio di San Rocco costruito su un tabernacolo già esistente, nel 1527 ebbe sede la congregazione dell’oratorio dedicata al santo, ampliato nei primi anni del 1700.

## Popolazione
In inverno vi risiedono circa 13 persone, mentre in estate il paese si ripopola grazie alle persone che vi sono nate o hanno parenti nati in questo luogo; in particolare vi è un cospicuo numero di persone originarie della frazione emigrate durante o subito dopo la seconda guerra mondiale a Marsiglia in Francia che in particolari periodi dell'anno vi fanno ritorno.